# 圣奥斯定堂 (热那亚)
圣奥斯定堂（Chiesa di Sant'Agostino）曾是一座罗马天主教教堂，位于意大利热那亚老城区，现已改为世俗用途。
该堂由奥斯定会创建于1260年，是该市少数现存的哥特式建筑之一。其立面用白色大理石和蓝色的石头形成双色条纹，中间是大型玫瑰窗和拱门，以及乔瓦尼·巴蒂斯塔·梅拉诺的壁画《圣奥斯定》。
内部有一个中殿和两个侧廊。该堂的两个回廊现已改为博物馆。